# Ћурчија
Ћурчија је занатлија који се бави израдом одевних предмета од коже и крзна. Ћурчијски занат представља скуп знања и вештина прераде и обраде коже и израде предмета од крзна и коже. Децембра 2023. уврштен је на листу Нематеријалног културног наслеђа Србије.

## Етимологија
Назив долази од речи „kürkçü“, што на турском језику значи „крзнар“, па се израз односи се и на крзнаре генерално.
У српском језику, у народном говору, реч „ћурак“ се односи углавном на прслуке од јагњеће коже са ошишаним крзном на унутрашњој страни, па се према томе користи за оне крзнаре који се баве израдом прслука углавном од овчије или јагњеће коже. У јужним деловима Србије ћурак се зове гуњ, а понегде и кожух, кожув.

## Производи
Производи ћурчијског заната најчешће се праве од јегњеће и овчије коже, ређе и од коже дивљачи. То могу бити традиционални одевни предмети какви су кожуси, пршњаци или шубаре, који су данас део народне ношње, али и савремени одевни предмети попут бунди, прслука или рукавица.
Обрада коже се одвија у више фаза:
- Прву фазу чини прерада или штављење.
- У следећој фази крзно се растеже на дрвеним подлогама уз помоћ дрвених клинова, а потом се шиша и чисте се преостале нечистоће.
- Затим се крзно враћа на прање водом, уз додавање посебног омекшивача, након чега се приступа бојењу. У прошлости су коришћене природне боје, а данас углавном индустријске. Након тога спремно је за кројење и шивење.[1]
- Кројење се обавља по шаблонима, а за то се користе алати, попут крзнарског ножића и маказа. Искројени делови спајају се и прошивају на машинама за шивење крзна и коже. По истом принципу шију се и кожуси и шубаре, с тим што се шубаре обликују на специјалним калупима на којима може да се подешава величина.

Традиционални мајстори ћурчије умеју да направе ћурке украшене малим комадима коже друге боје и облика и направе права мала уметничка дела.
Дешава се да ћурчија ради са кожом која није до краја обрађена како треба. Тада се код готовог производа осећа карактеристичан, не баш пријатан мирис и године су потребне да тај мирис ишчили.
Данас се традиционални ћурчијски производи најчешће могу наћи на пијацама, вашарима и сличним местима.

## Народна традиција
У народу постоји израз „окренуо ћурак наопако“, којим се описује особа која је променила став, мишљење или нарав. Такође постоји и презиме Ћурчић.